# Julio de Jáuregui
Julio de Jáuregui Lasanta (Bilbao, 7 de enero de 1910 - Madrid, 10 de febrero de 1981) fue un político del País Vasco, España.
Se licenció en Derecho por la Universidad de Deusto y fue abogado del sindicato nacionalista vasco ELA-STV y miembro de Acción Católica. Durante la Segunda República Española fue militante del Partido Nacionalista Vasco (PNV) y en las elecciones generales de 1936 fue elegido diputado por Vizcaya, siendo el diputado más joven de la legislatura. Durante la guerra civil española fue comisario de Industria de la Junta de Defensa de Vizcaya, y en 1937 asesor jurídico de los departamentos de presidencia y justicia del Gobierno de Euzkadi y secretario general del gobierno vasco en Cataluña. En 1939 se exilió en Francia, donde se encargó de facilitar la emigración de exiliados vascos en América, razón por la que fue confinado en un pueblecito de Ardèche en 1942 tras la ocupación nazi de Francia.
Después marchó a México, donde fue delegado del Gobierno de Euskadi hasta 1946, cuando se establece en Biarriz. Regresó a España en 1974 y residió en Madrid. En 1976 fue encargado por el PNV de formar parte de la comisión que negoció con las autoridades posfranquistas el periodo conocido como transición política. En las elecciones generales de 1979 fue elegido senador por Vizcaya.